# Jana Kirschner
Jana Kirschner (née Jana Kirschnerová le 29 décembre 1978 à Martin) est une auteure-compositrice-interprète slovaque.

## Biographie
Elle a participé à The Voice Česko Slovensko (en)
Elle a remporté des Slávik Awards (en), des ZAI Awards (en) et des Aurel Awards (en).
Elle vit à Londres avec le producteur Eddie Stevens (en) avec qui elle a eu deux enfantes.

## Galerie

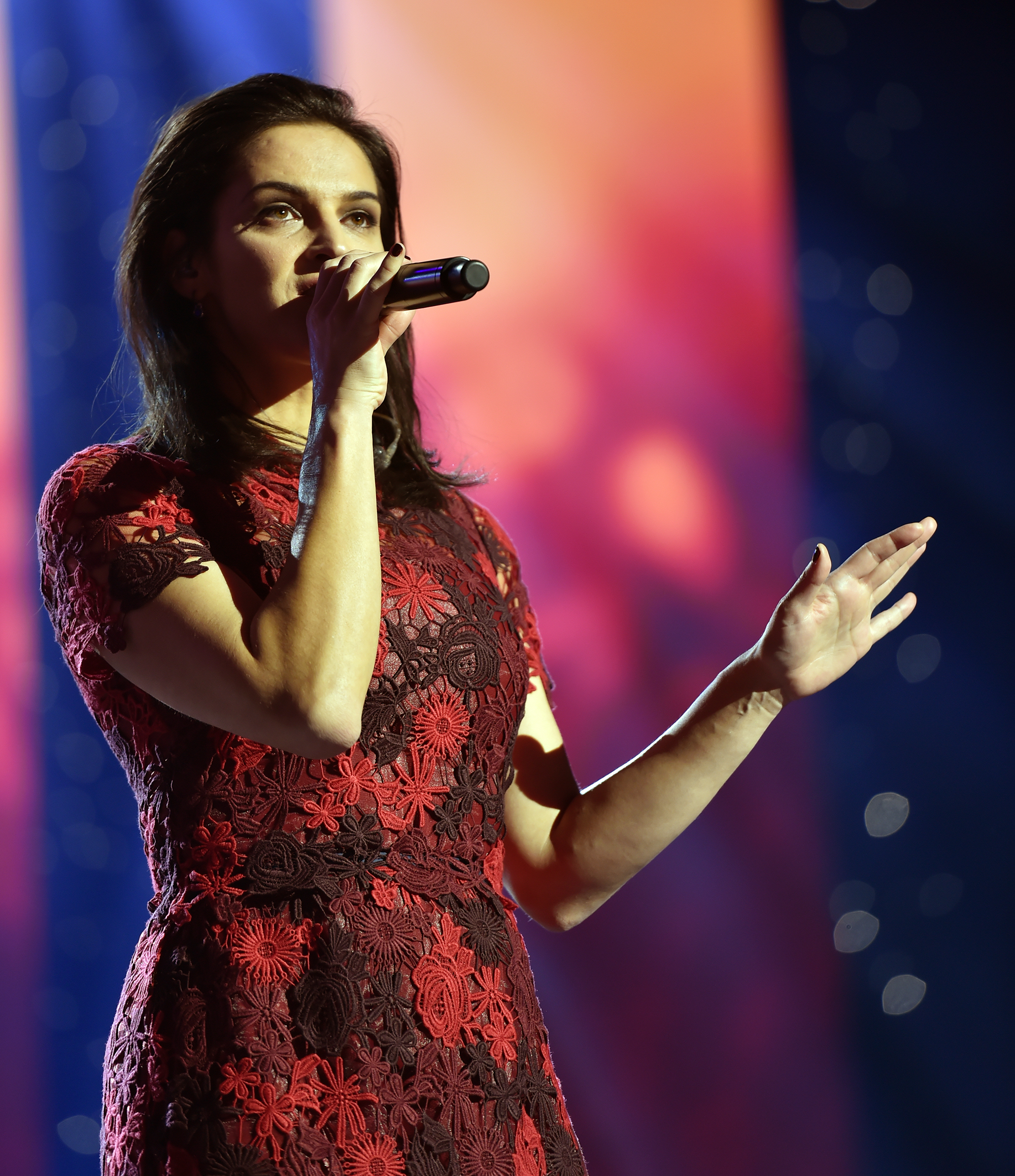
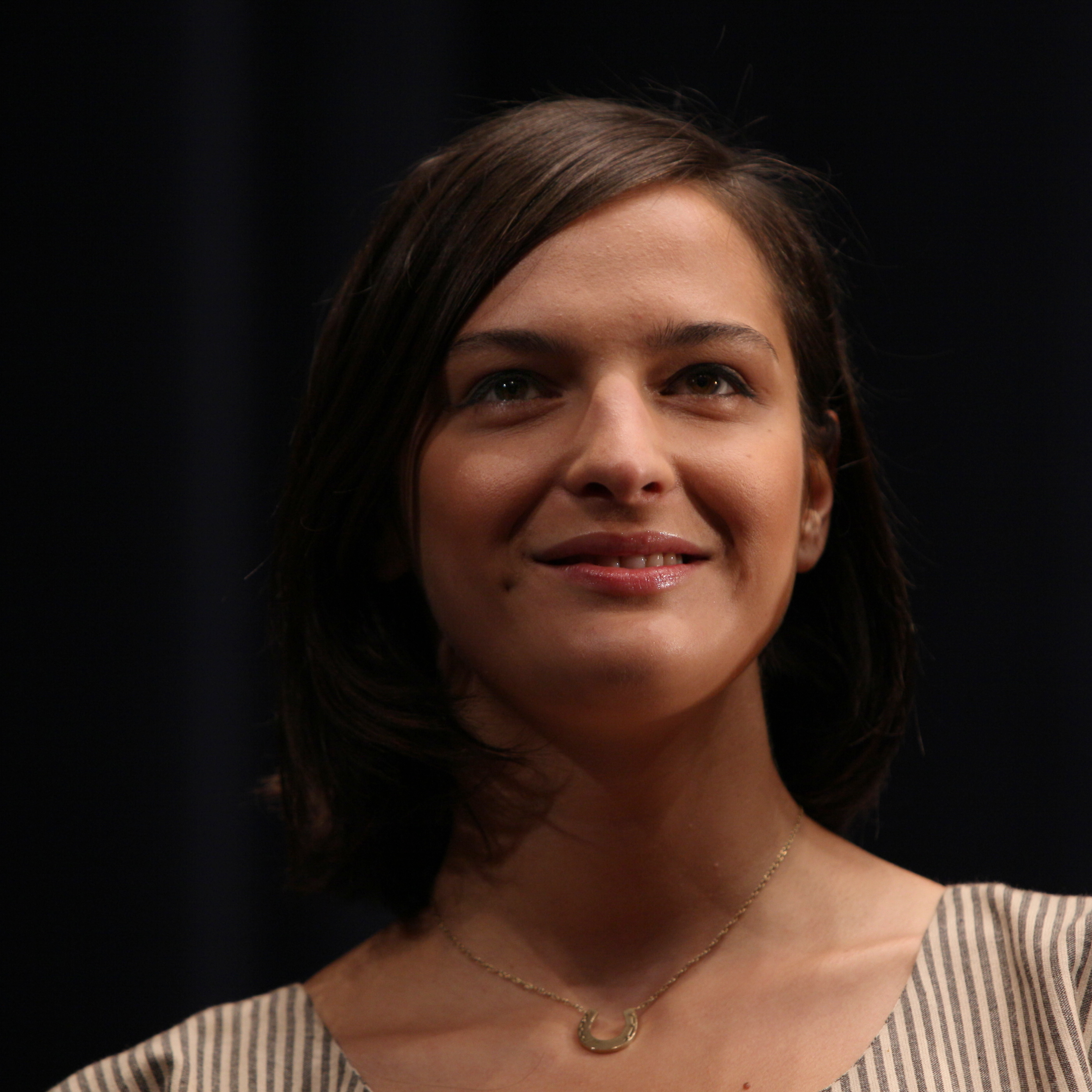
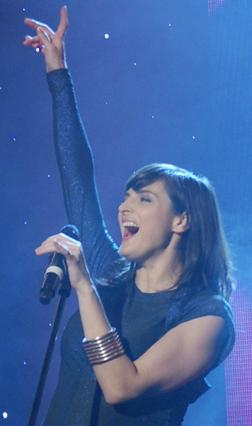

## Discographie
- Jana Kirschner (1997)
- V cudzom meste (1999)
- Pelikán (2002)
- Veci čo sa dejú (2003)
- Shine (2007)
- Krajina rovina (2010)
- Moruša: Biela (2013)
- Moruša: Čierna (2014)
- Moruša: Remixed (2015)
- Živá (2017)

### Collaborations
- 2006: Strážce plamene (en) with Petr Hapka & Michal Horáček (en)
- 2007: Strážce plamene v obrazech (en) with Hapka & Horáček

Autres collaborations : Meky Žbirka, Lenka Filipová, Ivan Tásler, Robert Kodym, Jelen,Tomáš Klus, Korben Dallas, Vojta Dyk, Jaromír Nohavica, Lucie Bílá, Para, Peter Lipa.